# Gand-Wevelgem 1965
 (novembre 2021).
La 27e édition de Gand-Wevelgem a eu lieu le 21 mars 1965. La course est remportée par le Belge Noël De Pauw (Solo-Superia) qui parcourt les 235 kilomètres en 5 h 36 min 0 s.

## Classement final
| Place | Coureur                  | Équipe                    | Temps           |
| ----- | ------------------------ | ------------------------- | --------------- |
| 1     | Noël De Pauw             | Solo-Superia              | 5 h 36 min 00 s |
| 2     | Bernard Van De Kerckhove | Solo-Superia              | à 37 s          |
| 3     | Gustaaf Desmet           | Ford France-Gitane-Dunlop | à 1 min 03 s    |
| 4     | Seamus Elliott           | Ford France-Gitane-Dunlop | à 1 min 32 s    |
| 5     | Edward Sels              | Solo-Superia              | à 1 min 35 s    |
| 6     | Willy Vannitsen          | Ford France-Gitane-Dunlop | m.t.            |
| 7     | Carmine Preziosi         | Pelforth-Sauvage-Lejeune  | m.t.            |
| 8     | Arthur Decabooter        | Wiel's-Groene Leeuw       | à 4 s           |
| 9     | Norbert Kerckhove        | Dr. Mann-Grundig          | m.t.            |
| 10    | Michael Wright           | Wiel's-Groene Leeuw       | m.t.            |